# 古紙

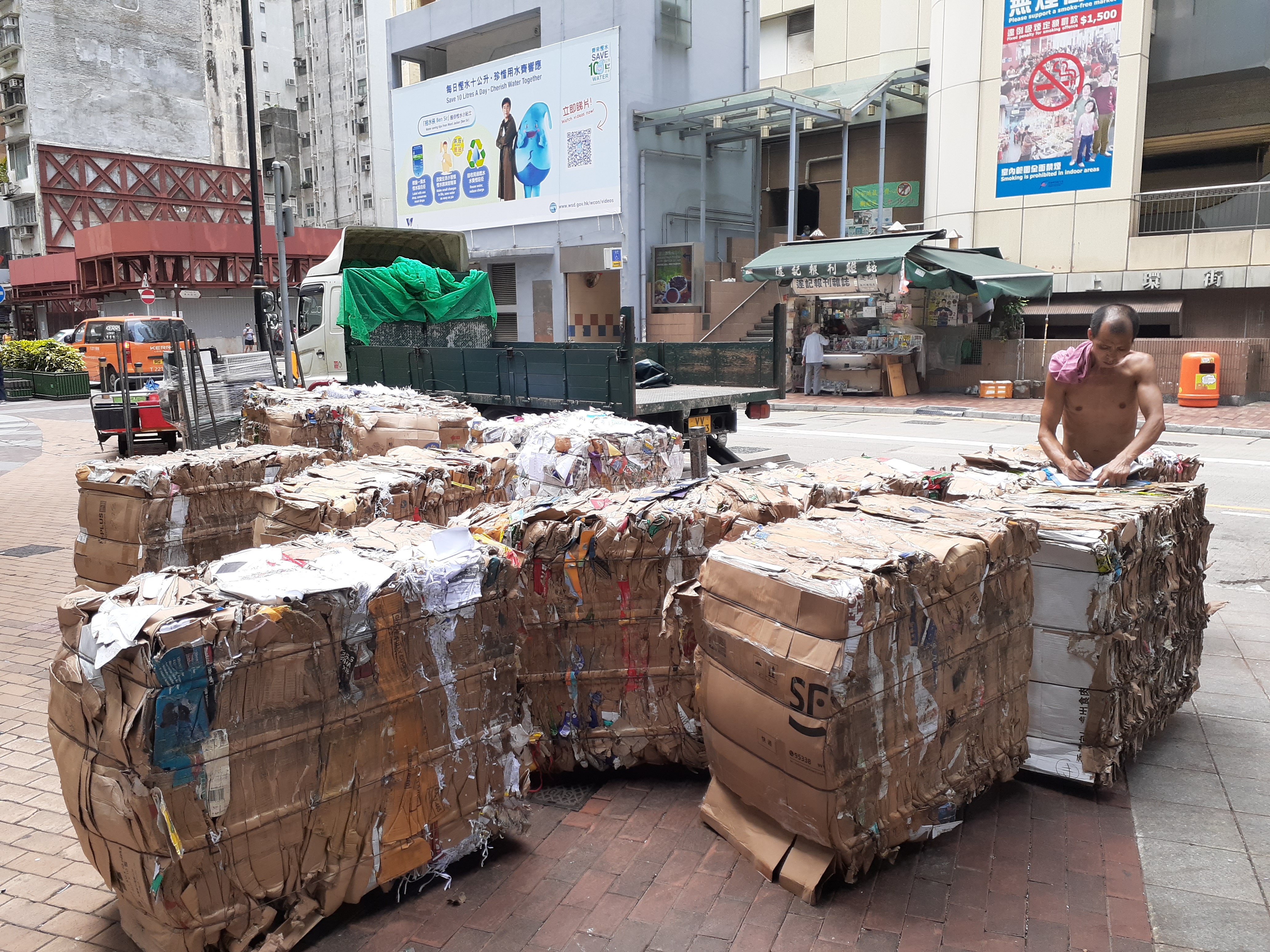
回収された古紙

古紙（こし）または故紙とは、リサイクルされるための新聞紙、雑誌、板紙（いわゆる段ボール）などをいう。リサイクルに使われる紙には、印刷したまま市場に出回らなかった印刷物や、紙製品を加工する途中で発生する裁ち落とし（裁落）などがあり、市中回収古紙と産業古紙の総称。

## 歴史
日本では、江戸時代から書き損じた紙などを回収、再生利用する業態が成立してきた。既に都市部では大量に消費されるようになっていたこと、日本の和紙は漉きなおしが容易だったことなどが背景にある。2010年代の日本では回収率は80%近く、リサイクルの優等生ともいわれる。1990年代には古紙の価格が暴落し、リサイクルが機能しなくなった時期もあったが、2000年代に入ると、回収体制が整っておらず、古紙回収率が30%以下と低い中国において、紙（特に電気製品の梱包材としての板紙）の生産量が拡大して需要が急激に高まり、対中輸出されるようになると、一転して価格の上昇が見られ始めた。このため、古紙の奪い合いが自治体等で行う収集システムと、自治体指定外の回収業者との間で生じ、条例を制定して、回収場所からの「抜き取り」を明確に禁止するとともに、これを行った業者を自治体が占有離脱物横領として告発するケースもある。(#ちり紙交換)

## 古紙の発生源

### 新聞
毎日、全国で印刷される新聞の1～2割程度（1,000万部程度）は、新聞販売店のノルマ維持のために刷られる押し紙と呼ばれる新聞であり、実際には販売されずに全量がリサイクルに回される現状にある。
これは日本の新聞紙の回収率が、他国に比べて高い理由の一つにもなっており、手放しで評価できない一因にもなっている。

### 産業古紙
産業古紙は「原紙の製紙工程後の加工工程から発生し、紙製造事業者により紙の原料として使用されるもの。」と定義される（ただし、紙製造事業者等の工場などで商品として出荷されずに紙の原料として使用される場合などは除外される）。
なお、古紙と区別されるものに損紙があり、製紙工程で発生し再び製紙工程に原料として返される回流損紙と、製紙工場や事業場内に原料として保管されている仕込損紙がある。

## 品質
古紙の品質の良し悪しはパルプ化効率の良し悪しである。米国の紙は材木から作るバージンパルプの比率が高く、古紙もパルプ化効率が良い。日本の紙は原料中に占める古紙の比率（古紙利用率）が約6割であるため、再資源としてのパルプ化効率は米国などの古紙よりも低い。このことから日本の古紙は長く国際市場で二級品として扱われ、輸出されることは少なかった。しかし、2000年以降世界的な古紙需要の逼迫から日本古紙も海外で使用される機会が増えた。それまで日本古紙を敬遠していた海外製紙メーカーも、日本古紙は徹底した分別が行われているため、雑物の混入が極端に少ないことを好感して採用するようになった。2018年の韓国では、日本から古紙を輸入して自国で収集した古紙を輸出するといった玉突きも行われていた。
とはいえ日本でも、リサイクルしやすい新聞紙・雑誌、段ボール以外の雑紙（チラシ、紙袋、紙箱など）が古紙の6割を占め、雑紙が分別されていないミックス古紙も多い。中国が2021年に古紙輸入を禁止し、ミックス古紙はベトナム、韓国、マレーシアが輸入禁止に踏み切るかその予定にしており、日本からの輸出が難しくなりつつあるため、分別の徹底が重要になっている。
古紙利用率が上がって、古紙が何度もリサイクルされると、徐々にパルプの繊維が短くなるとともに、塗工紙に多く含まれるカオリンや炭酸カルシウムなどの灰分が増え、強度が低下してゆく。古紙利用率の高い日本では、ポリアクリルアミドを主成分とする乾燥紙力増強剤を使って強度を補完することが広く行われている。

## 流通と利用

### 古紙の種類
古紙にはいくつかの種類があるが、国あるいは地域、業界によって呼び名が異なる。国際商取引ではアメリカの古紙基準が用いられることが多いが、日本の古紙はさらに細かく分類されており、日本の基準も国際的に認知度が高い。
1. OCC：いわゆる段ボール古紙。Old Corrugated Cartonの略。日本ではさらにN-OCCとO-OCCに分ける。O-OCCは家庭、スーパーなどから回収される古紙で、品質はN-OCCより劣るとされるが、供給量は一番多い。
2. ONP：いわゆる新聞古紙。Old News Printの略。日本ではN-ONPとO-ONPに分ける。O-ONPは家庭から回収される新聞古紙で、織り込みチラシなど、炭酸カルシウムなどを多く含む夾雑物があるためN-ONPよりも品質が低いとされる。
3. MIX：米国基準では無分別の古紙。日本では無分別の古紙が存在しないため、特に雑誌古紙を指す。

### 古紙の回収

#### 市中回収古紙
市中回収古紙は「店舗、事務所及び家庭などから発生する使用済みの紙であって、紙製造事業者により紙の原料として使用されるもの」と定義され、商品として出荷後に流通段階を経て回収されたものも含む。

#### 資源集団回収活動
家庭から出る古紙や古布などの資源を、自治会やマンション管理組合などの住民団体が、自主的に収集し、再生資源事業者に引き渡す活動を資源集団回収活動という。

#### ちり紙交換

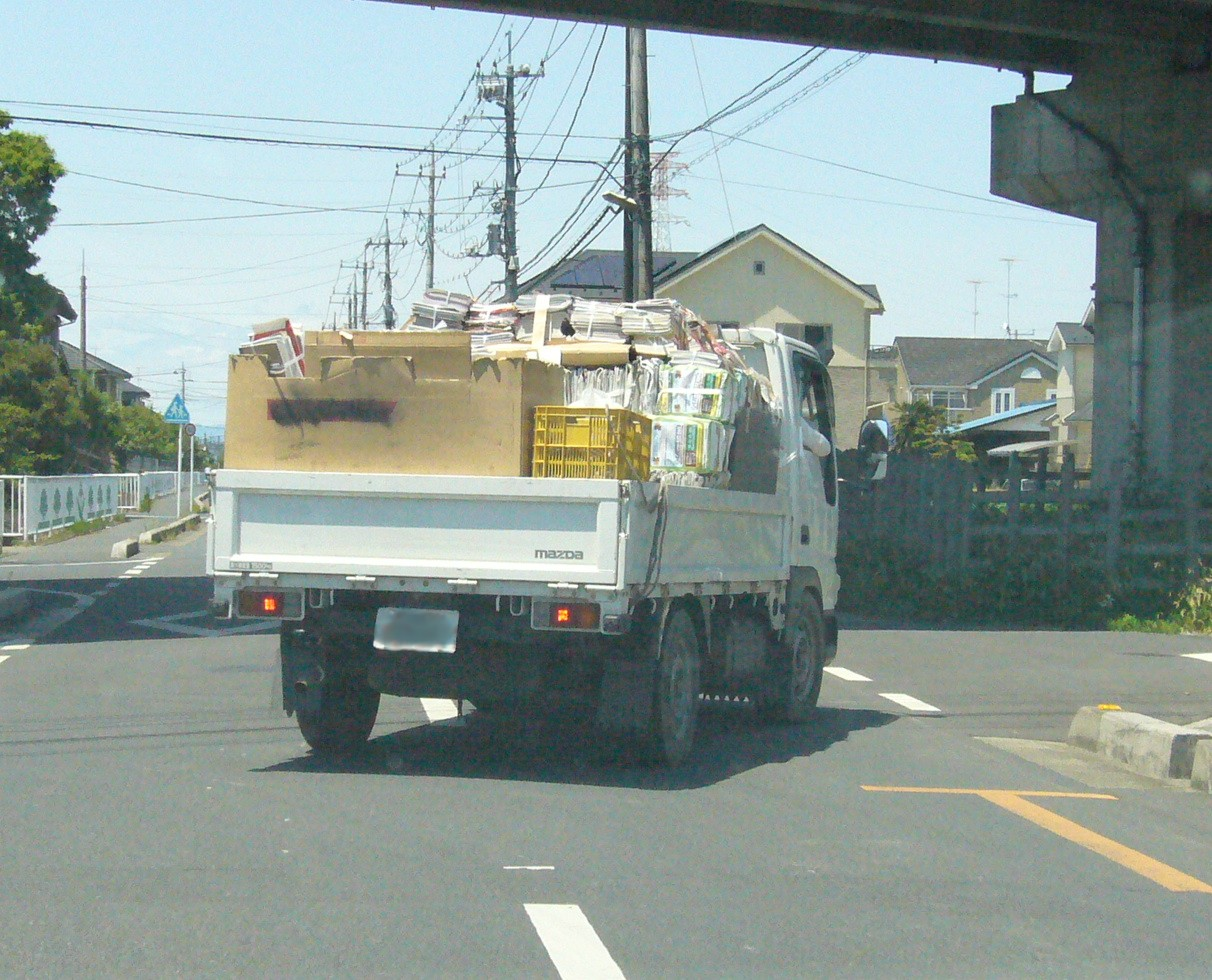
ちり紙交換車

家庭で要らなくなった紙を、ちり紙やトイレットペーパーと物々交換することを通じて回収することや、その業者を言う。実際の回収は、ちり紙交換車と呼ばれる車が、拡声器を使って交換を呼びかけながら、住宅地をゆっくりと廻ることで行われることが多い。

##### 騒音
住宅地の路上で拡声器を使って営業活動を行う業態であるため、騒音苦情の発生源となっている。

##### 違法回収
市民が自治体のゴミ集積所に出した古紙を、自治体指定外の回収業者が無断で持ち去る例が多発している。古紙は自治体および市民の資源であり財産であるため、持ち去り行為は犯罪行為として扱われる。市民が業者に直接注意したところ業者とトラブルになった例もあり、自治体側はリサイクル条例を制定して「抜き取り」「持ち去り」を明確に禁止し、さらに占有離脱物横領の罪に当たるとして提訴し有罪判決が下されるケースもある。

### 古紙の取引
古紙は製紙原料として取引される。一般に国際取引ではトン当たりの価格で取引されるが、日本ではキログラムあたりの価格で取引される。
国際取引に際しては、バーゼル条約の規制対象であるため、各国の検疫当局発行の証明書が必要になる。
1990年代後半、日本では古紙市況が低迷して価格が低下し、逆有償による取引が拡がった。2000年代以降、中華人民共和国の経済発展が進み古紙の最大輸入国になり、国際取引価格が上昇すると次第に日本国内市況も輸出価格の上昇を主導に回復した。しかしながら2018年以降、中国が資源ごみの輸入を許可制にすると通告。日本国内でも近年稀に見る価格下落が始まり取引に影響が出始めた。